# Ulysse Chevalier
Ulysse Chevalier (24 de febrer de 1841, Rambouillet, Yvelines - 27 d'octubre de 1923, Romans, Vienès) va ser un historiador, biblioteconomista i liturgista francès. Va publicar nombroses obres sobre la història de Dauphiné, per exemple, els cartularis de l'església i la ciutat de Die (1868), de l'abadia de Saint André le-Bas a Viena del Delfinat (1869), de l'abadia de Notre-Dame de Bonnevaux a la diòcesi de Vienne (1889), de l'abadia de Sant Chaifre a Le Monestier (1884), els inventaris i diverses col·leccions d'arxius dels Dauphins de Viennais, i un Bibliothèque Liturgique en sis volums (1893-1897), els volums tercer i quart del que constitueixen el Repertorium hymnologicum, que conté més de 20.000 articles. La seva principal obra és el Répertoire des sources historiques du moyen âge, en les que s'hi troben obres dels trobadors provençals, entre ells Blacas d'Aulps i el seu fill Blacas.